# Filip Tetrarhul

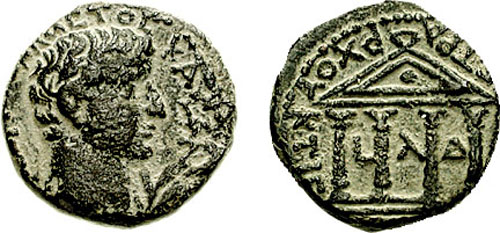
Împăratul Tiberius reprezentat pe o monedă emisă de Filip Tetrarhul

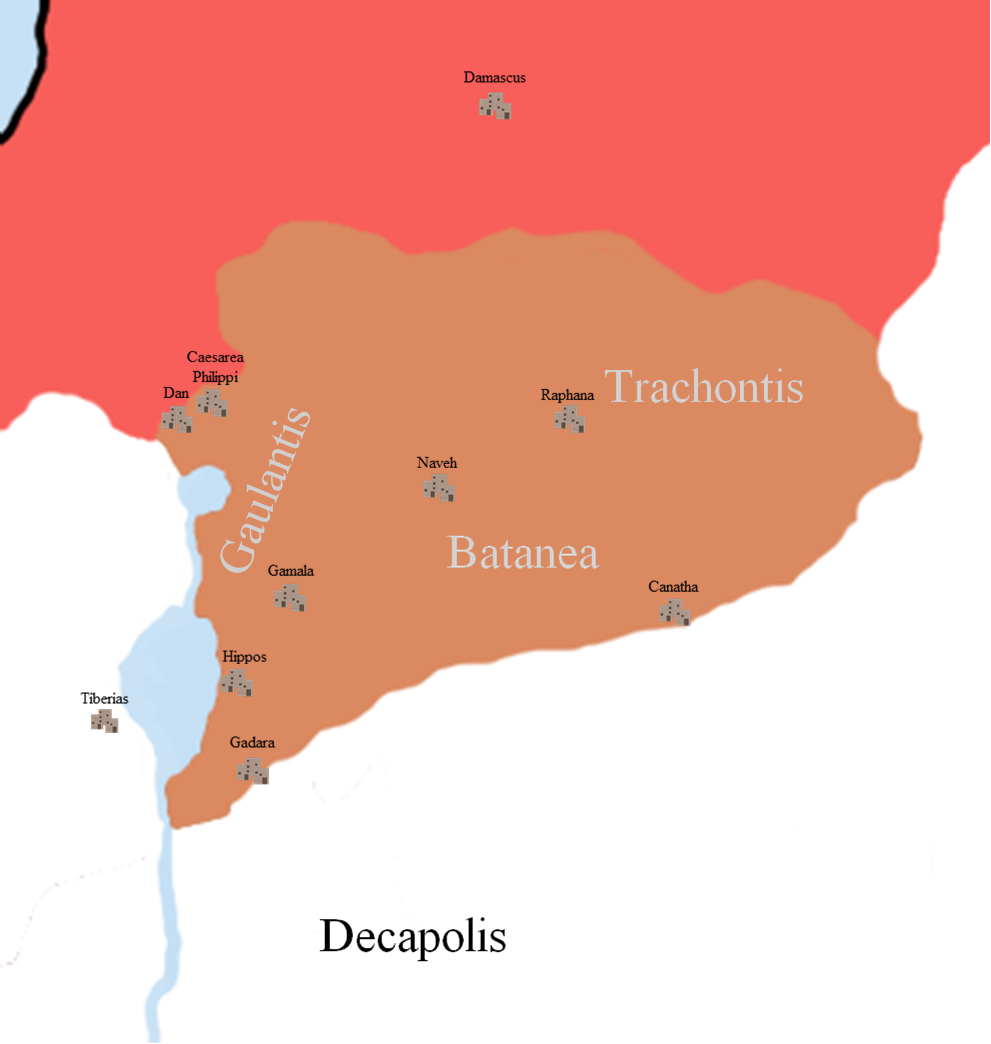
Teritoriul stăpânit de Irod Filip (cunoscut, de asemenea, sub numele de Filip Tetrarhul), colorat în portocaliu, care i-a fost dat în anul 4 î.Hr. după moartea tatălui său, Irod cel Mare.

Filip Tetrarhul, numit uneori Irod Filip al II-lea (în greacă Ἡρώδης Φίλιππος, Hērōdēs Philippos) de autorii moderni, (a domnit din anul 4 î.Hr până la moartea sa în anul 34 d.Hr.) a fost fiul lui Irod cel Mare și al celei de-a cincea soții, Cleopatra din Ierusalim. 

## Biografie
Filip al II-lea s-a născut în jurul anului 26 î.Hr. El a fost fratele vitreg al lui Irod Antipa și al lui Irod Archelaus și nu trebuie confundat cu Irod al II-lea, pe care unii autori îl numesc Irod Filip I.
Octavianus Augustus a divizat regatul lui Irod cel Mare, dându-i o jumătate (Samaria, Iudeea și Idumeea) lui Archelaus și împărțind cealaltă jumătate în două, între Antipa și Filip. Antipa a moștenit Galileea și Pereea, în timp ce Filip a primit partea de nord-est a regatului tatălui său, care a inclus Ituria, Trahonitida și, posibil, Gaulanitida și Paneas, după cum a menționat Iosephus Flavius. Batanea, împreună cu Trahonitida și Auranitida (cu o anumită parte a provinciei numită Țara lui Zenodorus), plăteau un tribut anual de o sută de talanți tetrarhului Filip.
Filip Tetrarhul a reconstruit orașul Caesarea Philippi, dându-i numele lui pentru a-l distinge de orașul Cezareea Maritima, situat de pe țărmul mării, care era reședința administrației romane.

## Căsătoria și dinastia
Filip s-a căsătorit cu nepoata sa, Salomeea, fiica Irodiadei și a lui Irod al II-lea (numit uneori Irod Filip I și, de asemenea, un membru al dinastiei irodiene). Această Salomeea apare în Biblie în legătură cu execuția lui Ioan Botezătorul. Cu toate acestea, ar fi o mare diferență de vârtsă între cei doi: biblica Salomeea s-a născut în jurul anului 14, când Irod Filip avea vârsta de aproximativ 39 de ani. Evangheliile lui Matei și Marcu afirmă că Irodiada, cu care s-a căsătorit Irod Antipa, fusese căsătorită cu sora fratelui lui Antipa, „Filip”, fapt susținut de Iosephus, care a precizat că ea a fost soția lui Irod al II-lea (adică Filip I).
Este posibil ca „Salomeea” cu care s-a căsătorit să fie o soră vitregă cu același nume, o fată a lui Irod cel Mare și a celei de-a opta soții, Elpis.  Această soră pe nume Salomeea s-a născut în jurul anului 14 î.Hr., și ar fi fost numai cu vreo 12 ani mai tânără decât Irod Filip (o diferență de vârstă mai realistă). Aceasta ar fi însă singura căsătorie cunoscută între copiii lui Irod cel Mare, chiar dacă aveau mame diferite. Căsătoria cu verișori și unchi era, cu toate acestea, evenimente comune așa-numita dinastie irodiană.

## Convenție de nume
Nu există nici o dovadă contemporană că Filip Tetrarhul a folosit numele „Irod Filip” ca un titlu dinastic, așa cum au procedat frații săi, Irod Antipa și Irod Archelaus. Irod al II-lea este numit uneori „Irod Filip I” (pentru că evangheliile îl numesc „Filip” pe soțul Irodiadei) și atunci Filip Tetrarhul este numit „Irod Filip al II-lea”. Cu privire la acest nume profesorul de arheologie și istorie antică Nikkos Kokkinos de la Universitatea Oxford afirmă: „Încăpățânarea cu care mulți teologi se referă la Irod al III-lea ca „Irod Filip” este inutilă... Nu a existat niciodată vreun Irod Filip”. Filip Tetrarhul, „spre deosebire de frații lui, nu a folosit Irod ca pe un nume dinastic”. Frații vitregi ai lui Filip, Archelaus și Antipa, au adoptat numele de Irod, „probabil” pentru a scoate în evidență faptul că erau urmași legitimi ai lui Irod cel Mare.

## Legături externe
- Philip the Tetrarch entry in historical sourcebook by Mahlon H. Smith
- Herod Philip II biographical entry